# Smokovljani
Smokovljani is een plaats in de gemeente Dubrovačko Primorje in de Kroatische provincie Dubrovnik-Neretva. De plaats telt 101 inwoners (2001).